# Shene Welepane
Shene Welepane (9 dicembre 1997) è un calciatore francese  nato in Nuova Caledonia, centrocampista del Magenta e della Nazionale di calcio della Nuova Caledonia.

## Carriera

### Club
Con il Magenta ha disputato 5 partite della OFC Champions League 2017 raggiungendo la semifinale.

### Nazionale
Ha esordito con la Nazionale il 7 giugno 2017 nella partita pareggiata per 2-2 contro le Figi e valevole per le qualificazioni ai Mondiali 2018.